# Federico Nicolau
Federico Nicolau y Condeminas (Barcelona, 1826-Barcelona, 1905) fue  un naviero, político y propietario español, diputado y senador en las Cortes de la Restauración.

## Biografía
Nació en Barcelona el 25 de junio de 1826, fue naviero y propietario. Ocupó escaño de diputado a Cortes en 1879 y 1884 por Barcelona. Amigo personal y político de Arsenio Martínez-Campos, hacia mediados de la década de 1880 se encontraba sin embargo entre los seguidores de Cánovas del Castillo. Fue teniente de alcalde de Barcelona y obtuvo condecoraciones como la cruz de la Beneficencia y la gran cruz del Mérito Naval, entre otras. Descrito como «conservador ortodoxo», era «contrario á todo programa de reformas, menos la conversión de la Deuda», en 1886 volvió a obtener escaño de diputado, cargo para el que fue nombrado el 19 de mayo y que juró el 11 de junio. También fue senador. Integrante del partido conservador, falleció en Barcelona hacia comienzos de junio de 1905, según la revista Vida Marítima el día 4 de dicho mes.